# Bob Tenge
Bob Tenge (Amsterdam, 6 januari 1934- 27 maart 2018) is een Nederlandse schilder en graficus. Hij is autodidact. Van 1970 tot 1985 was hij lector aan de Rijksakademie van beeldende kunsten in Amsterdam. Zijn werk is figuratief. In zijn werk, zowel schilderijen als grafiek, zijn menselijke relaties het belangrijkste thema.
Hij was lid van de kunstenaarssociëteit Arti et Amicitiae en de groep De Onafhankelijken in Amsterdam.
Een deel van zijn grafisch werk is gebaseerd op een door hem geschreven novelle Café De Grenswacht, die zich afspeelt in Oost-Vlaanderen waar hij een aantal jaren woonde. Hij woonde en werkte sinds 2000 in de Vogezen in Frankrijk.

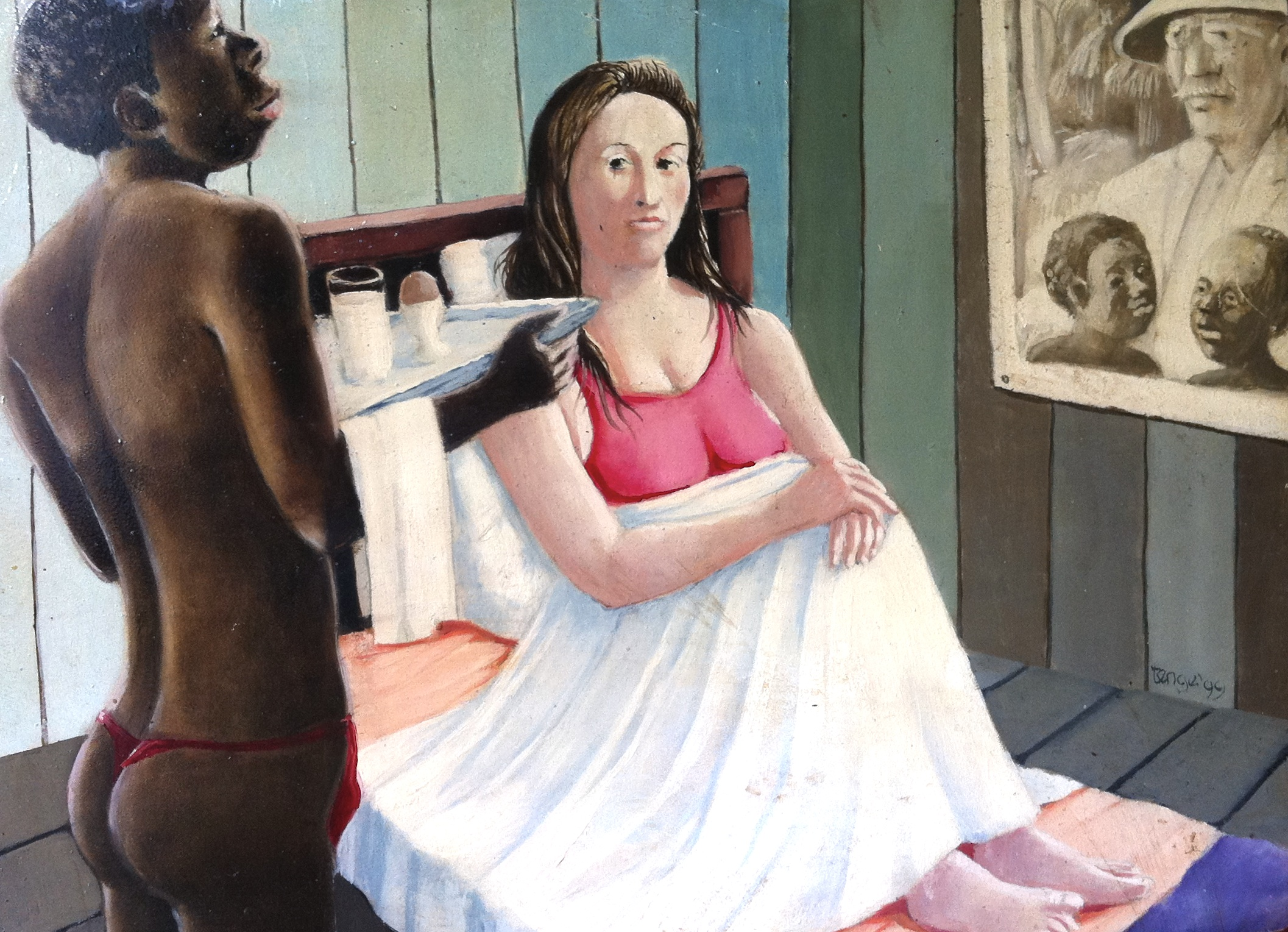
De weduwe van de zendeling